# Enhalus acoroides
Cỏ lá dừa, tên khoa học Enhalus acoroides, là một loài thực vật có hoa trong họ Hydrocharitaceae. Loài này được (L.f.) Royle mô tả khoa học đầu tiên năm 1839.